# Ronnie Belliard
Ronald "Ronnie" Belliard (El Bronx, 7 de abril de 1975) es un ex infielder estadounidense de origen dominicano que jugó en las Grandes Ligas por cerca de trece temporadas.
Belliard asistió a la Miami Central High School en Miami, Florida. Es primo lejano del ex campocorto de Grandes Ligas Rafael Belliard.

## Carrera

### Milwaukee Brewers
Belliard fue seleccionado por los Cerveceros de Milwaukee en la 8.ª ronda del draft de Grandes Ligas de 1994. Belliard jugó en el farm system de los Cerveceros de 1994 a 1999, ganando los honores de All-Star de la Texas League en 1996 y en 1998 fue honrado como All-Star de Triple-A, All-Star de la International League, 1.er equipo All-Star de Ligas Menores Baseball America y el Jugador del Año de ligas menores de los Cerveceros.
Debutó en las Grandes Ligas el 12 de septiembre de 1998 como corredor emergente contra los Cachorros de Chicago y dio su primer hit en las mayores en su primer turno al bate, como bateador emergente, el 16 de septiembre contra los Rojos de Cincinnati.
En 1999, Belliard fue nombrado el jugador novato del año de los Cerveceros de Milwaukee. Después de que comenzó la temporada en Triple-A con los Louisville RiverBats, fue llamado el 11 de mayo. Terminó la temporada en el top entre los novatos de la Liga Nacional en casi todas las categorías ofensivas, incluyendo promedio de bateo (primero), carreras impulsadas (sexto), partidos de multi-hit (cuarto), carreras anotadas (sexto), hits (cuarto), bases totales (quinto), dobles (segundo), triples (tercero), racha de bateo (quinto), bases por bolas (primero), porcentaje de embasarse (primero), porcentaje de slugging (tercero) y hits de extra base (cuarto). Ronnie conectó su primer jonrón de Grandes Ligas y remolcó su primera carrera con un solo batazo el 15 de mayo.
En el 2000, Belliard estableció marcas personales en varias categorías, incluyendo partidos jugados (152), carreras anotadas (83), hits (150) y dobles (30), mientras establecía el récord de franquicia dentro de los Cerveceros en la Liga Nacional con un récord personal de 9 triples.
En 2001, Belliard estableció una marca personal con 11 jonrones e igualó una marca personal con 30 dobles establecido previamente en el año 2000. Ronnie fue el segunda base de Milwaukee en el Opening Day.
En 2002, Belliard jugó 49 partidos en la segunda base y 42 en la tercera base con Milwaukee.

### Colorado Rockies
El 17 de enero de 2003, Belliard fue firmado como agente libre de ligas menores por los Rockies de Colorado después de que Milwaukee no le ofreciera arbitraje el 20 de diciembre y se convirtió en el primer invitado fuera del roster en la historia de la franquicia en comenzar el Opening Day.

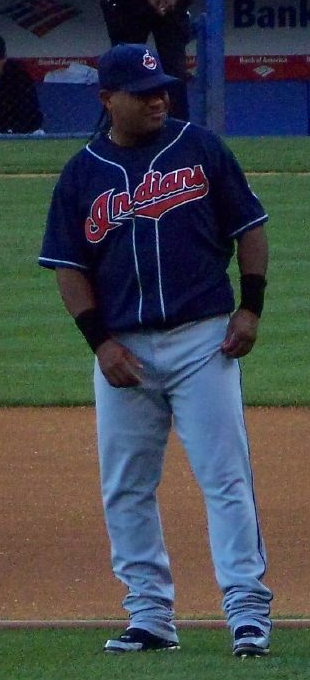
Belliard mientras militaba para los Indios

### Cleveland Indians
Belliard firmó un contrato por un año con los Indios de Cleveland para la campaña de 2004. En 2004, Belliard disfrutó una buena temporada desde el punto de vista ofensivo, estabilizándose en la posición de segunda base después de que el equipo experimentara inconsistencia en la posición en 2003. Ronnie acumuló récords personales en hits (169), dobles (48) y carreras impulsadas (70) y también estableció un nuevo récord con 12 jonrones. Terminó segundo en la Liga Americana con 48 dobles, lo que representó el total más alto por un miembro de los Indio desde el 52 de Albert Belle en 1995. Su promedio de bateo de 282 en la segunda base lideró a todos los antesalistas de la Liga Americana. Sus 169 hits clasificaron en segundo lugar y sus 69 impulsadas lo colocaron cuarto entre los segundas base de la liga. Belliard ganó su primer viaje al Juego de las Estrellas después de batear.304 en la primera mitad con cinco jonrones y 37 carreras impulsadas en 84 partidos (fue votado por los jugadores). Evitó el arbitraje y firmó un contrato de 1 año el 20 de diciembre con una opción del club para el año 2006. En 2005, Belliard marcó nuevos récords personales en jonrones (17) y carreras impulsadas (78) terminando tercero entre los segundas base de la Liga Americana en carreras impulsadas y dobles (36) y cuarto en jonrones.

### St. Louis Cardinals

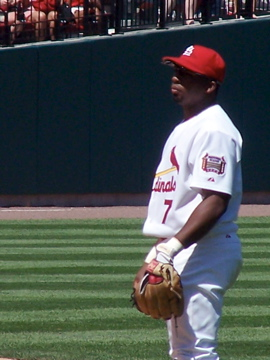
Belliard con los Cardenales en 2006

El 30 de julio de 2006, Belliard fue cambiado a los Cardenales de San Luis por el infielder Héctor Luna en un movimiento diseñado para que San Luis adquiriese una segunda base de todos los días en la recta final de la temporada, y para proporcionar fortaleza al bateo de Cleveland.
Belliard fue una parte clave del éxito de los Cardenales en la Serie Divisional de la Liga Nacional de 2006 cuando bateó.462 con dos carreras impulsadas y dos anotadas. Los Cardenales derrotaron a los Padres de San Diego tres juegos a uno para avanzar a la Serie de Campeonato de la Liga Nacional. Belliard finalmente ganó su anillo de campeonato por primera vez cuando los Cardenales ganaron la Serie Mundial de 2006, derrotando a los Tigres de Detroit, cuatro juegos a uno. Al final de la temporada, sin embargo, a Belliard no se le renovó el contrato, y se convirtió en agente libre.

### Washington Nationals
Belliard firmó un contrato de ligas menores con los Nacionales de Washington el 18 de febrero de 2007. Fue añadido al roster de 40 jugadores de los Nacionales el 22 de marzo de 2007. Después de una lesión en el Opening Day del torpedero Cristian Guzmán, el segunda base puertorriqueño Felipe López fue trasladado al campocorto, mientras que Belliard ocupó la segunda base. Guzmán regresó a principios de mayo, pero a finales de junio sufrió una lesión en la temporada que terminó poniendo a Belliard de nuevo en la alineación titular. El 23 de julio, Belliard había aparecido en 85 de los 98 partidos de los Nacionales, bateando.305, y firmado por dos años y una extensión de $3.5 millones de dólares con los Nacionales. Era visto como un veterano valioso, capaz de jugar como un utility player.

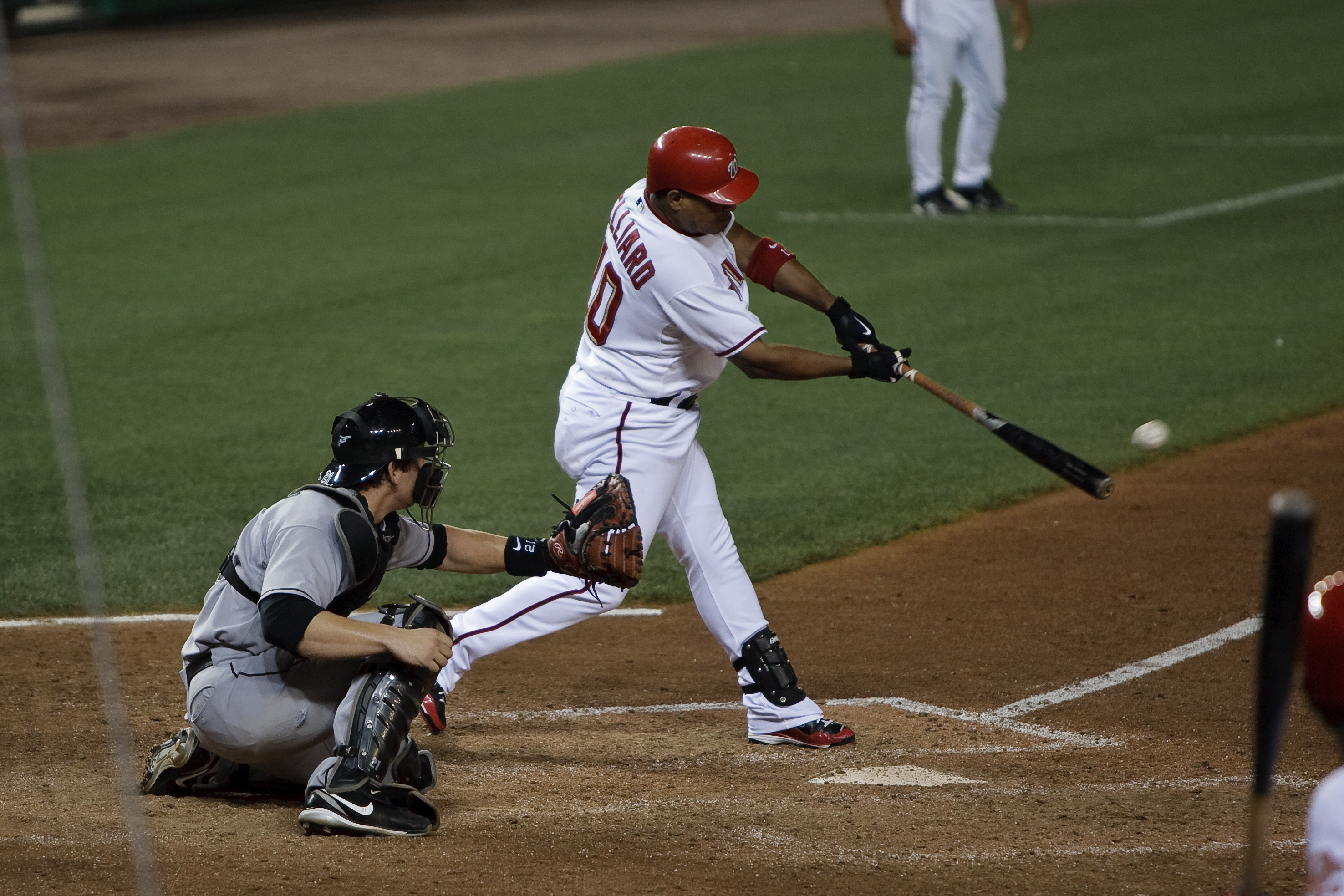
Belliard bateando para los Nacionales de Washington.

Belliard conectó un jonrón de dos carreras que terminó el juego contra el lanzador George Sherrill con dos outs y dos strikes en la 12.ª entrada, borrando una desventaja de 1-2 el 29 de junio de 2008 contra los Orioles de Baltimore.
El 22 de agosto de 2008, Belliard casi batea para el ciclo con un sencillo, dos dobles y conectó un jonrón en una victoria de los Nacionales 13 a 5 sobre los Cachorros de Chicago en el Wrigley Field.
Al final de la temporada 2008, Belliard un récord personal con.473 de slugging y.372 de porcentaje de embasarse a pesar de haberse perdido casi dos meses de juego debido a lesiones. Bateó 11 jonrones en 96 juegos (296 turnos al bate) haciendo su ratio de 26.9 veces al bate por jonrón. Este ocupa el segundo lugar entre los miembros de los Nacionales detrás de Elijah Dukes.

### Los Angeles Dodgers

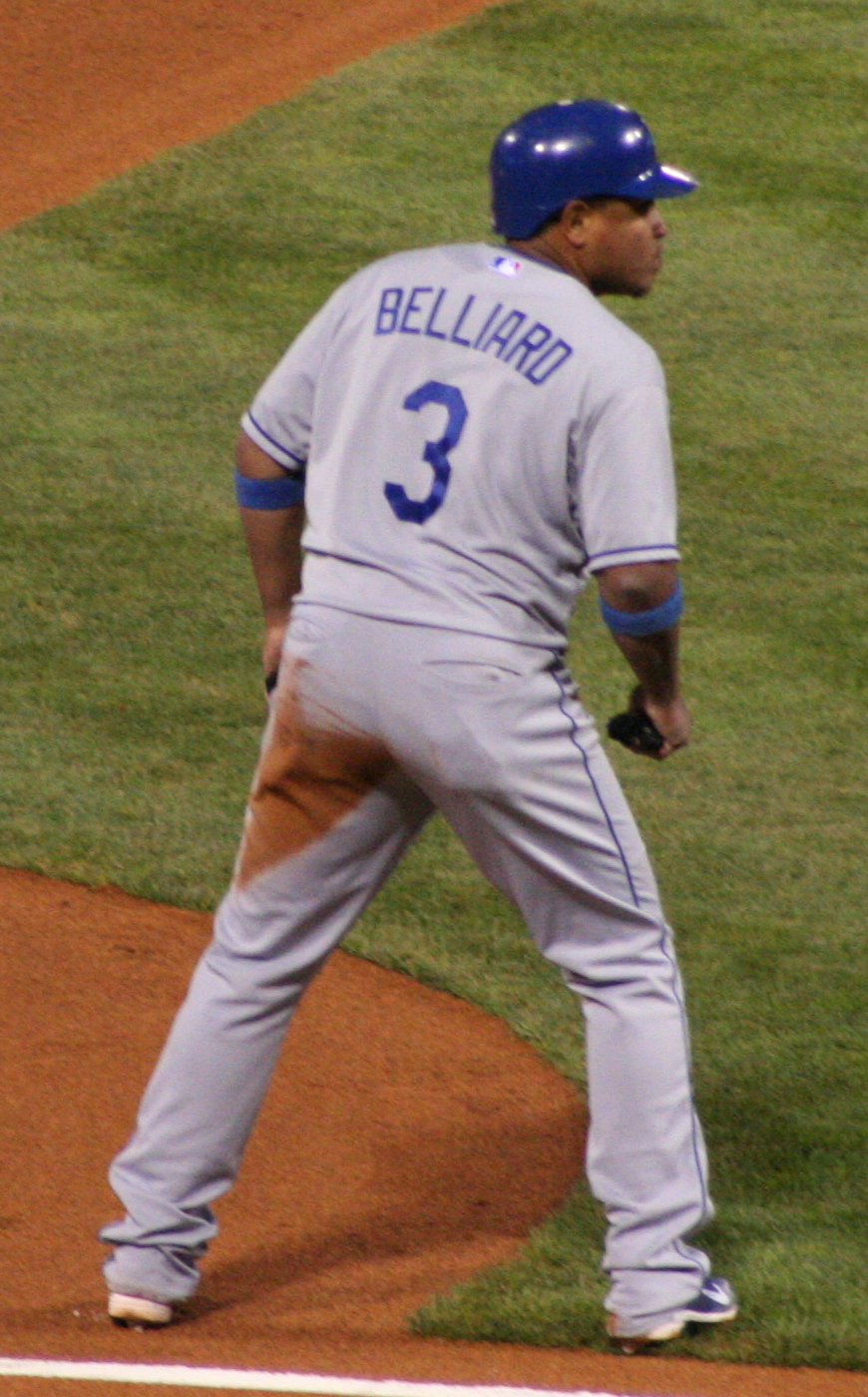
Belliard durante su militancia con Los Angeles Dodgers en 2009.

El 30 de agosto de 2009, Belliard fue cambiado a los Dodgers de Los Ángeles por el ligas menores Luis García. Belliard dijo lo siguiente sobre el cambio:

"Estoy feliz porque voy a Los Ángeles y que el equipo está en primer lugar, pero estoy triste porque voy a dejar un montón de amigos. He estado aquí durante los últimos tres años y he hecho un montón de amigos. Esto no estaba en mi mente."

En su primer turno al bate como un Dodger, Belliard bateó un jonrón contra Doug Davis, de los Diamondbacks de Arizona.
En 24 juegos con los Dodgers, bateó para.351 con cinco jonrones y se hizo cargo del trabajo de segunda base titular por Orlando Hudson para la postemporada.
El 26 de enero de 2010, los Dodgers volvieron a firmar a Belliard con un contrato por 1 año y $850.000 dólares. Jugó en 82 partidos como jugador de medio tiempo para los Dodgers en el 2010, bateando.216. Fue designado para asignación el 7 de septiembre de 2010 y luego liberado el 9 de septiembre.

### New York Yankees
El 4 de febrero de 2011, Belliard habría aceptado un contrato de ligas menores con una invitación a los entrenamientos de primavera con los Yanquis de Nueva York por valor de $ 825.000 dólares. El 28 de marzo, los Yanquis libraron a Belliard.

### Philadelphia Phillies
El 30 de marzo de 2011, Belliard habría aceptado un contrato de ligas menores con los Filis de Filadelfia.
El 14 de junio de 2011, Belliard anunció su retiro.

## Liga Dominicana
Belliard jugó en la Liga Dominicana durante 16 temporadas con los Tigres del Licey y bateó.257, con 19 jonrones y 145 empujadas, en 387 partidos.

## Caso de extorsión
Las autoridades federales en San Luis, dijeron que un hombre, George Edwards, estaba buscando a un atleta (no reveló su nombre, aunque el agente de Belliard confirmó más tarde que era el segunda base) para que le pagara 150.000 dólares por guardar silencio acerca de un encuentro sexual que éste sostuvo con la hija de Edwards, Laura L. Edwards, que al parecer terminó en embarazo.
Según detalles del caso, todo parece haber ocurrido en septiembre de 2007, cuando los Cardenales batallaban por un lugar en la postemporada.
Después de que George Edwards se puso en contacto con el agente de Belliard, Dominic Torres, Belliard decidió pagarle 25.000 dólares por una prueba de ADN a la muchacha y 125.000 si resultaba que él era el padre.
Pocos días después de recibir el primer pago, George Edwards llamó a Torres y le dijo que su hija había tenido un aborto, pero igual exigió el resto del dinero para mantener el asunto en secreto.
George Edwards admitió haber tramado todo en los documentos de la corte y fue sentenciado por la Jueza de Distrito de EE. UU. Catalina Perry a un año y un día de prisión.